# Stare Grochy
Stare Grochy – wieś w Polsce położona w województwie mazowieckim, w powiecie pułtuskim, w gminie Gzy. Ma status sołectwa.
W latach 1975–1998 miejscowość administracyjnie należała do województwa ciechanowskiego.